# 16th Street Mall
La 16th Street Mall est une rue piétonne et commerciale de la ville de Denver dans le Colorado aux États-Unis. La rue commerciale est longue de 2 km, et longe la 16th Street dans le centre-ville de Denver, de Wewatta Street (Station de l'Union) à Broadway (Civic center Station).

## Histoire

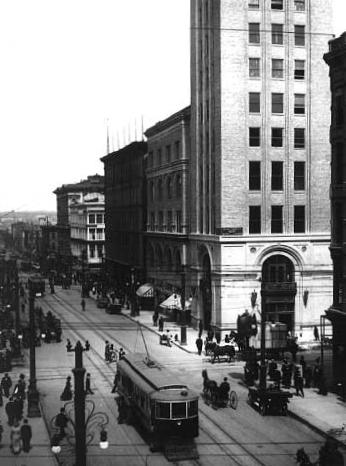
La 16th Street en 1912.

La 16th Street Mall, imaginée par l'architecte I.M. Pei connu pour avoir réalisé la Pyramide du louvre, fut ouverte en 1982. En 2001 et 2002, elle fut allongée pour atteindre sa taille actuelle. Avant la construction de la partie piétonne, la rue proposait déjà des magasins et des bureaux. La zone est une attraction touristique et une zone commerciale importante du centre-ville.

## Spectacles de rue
La rue accueille de nombreux spectacles dont des musiciens locaux qui cherchent à se faire connaître. On y trouve également des danseurs et des comédiens.

## Le MallRide
Un service de bus gratuits, proposé par le Regional Transportation District (RTD) et connu sous le nom de MallRide, permet aux personnes de se déplacer plus facilement. Les bus sont réalisés sur mesure pour pouvoir se déplacer tout en offrant une sécurité pour les piétons. Les bus s'arrêtent à toutes les intersections avec les autres rues. Différentes connexions avec d'autres lignes de bus existent également.